# Frederick McCarthy
Frederick McCarthy (15 ottobre 1881 – 15 febbraio 1974) è stato un pistard canadese.

## Palmarès

### Olimpiadi
- Bronzo a Londra 1908 nell'inseguimento a squadre.